# 圆齿狗娃花
圆齿狗娃花（学名：Heteropappus crenatifolius）为菊科狗娃花属的植物。分布在尼泊尔以及中国大陆的云南、甘肃、四川、青海等地，生长于海拔1,900米至3,900米的地区，多生于开旷山坡、田野和路旁，目前尚未由人工引种栽培。

## 异名
- Heteropappus crenatifolius (Hand.-Mazz.) Griers. var. ramosissimus Ling